# Zvečka
Zvečka (em cirílico:Звечка) é uma vila da Sérvia localizada no município de Obrenovac, pertencente ao distrito de Belgrado, na região de Posavina. A sua população era de 6195 habitantes segundo o censo de 2009.

## Demografia
| 1948  | 1953  | 1961  | 1971  | 1981  | 1991  | 2002  |
| ----- | ----- | ----- | ----- | ----- | ----- | ----- |
| 2 478 | 2 750 | 3 084 | 3 755 | 5 321 | 6 089 | 6 138 |